# James Sinclair (fotbollsspelare)
James Alexander Sinclair, född 22 oktober 1987, är en engelsk fotbollsspelare.

## Karriär
Sinclair debuterade för Bolton Wanderers i Premier League den 28 april 2007 i en match mot Chelsea (2–2), där han byttes in i 77:e minuten mot Idan Tal. I slutet av säsongen 2008/2009 släpptes han av Bolton. Sinclair spelade därefter för engelska Gateshead, israeliska Sektzia Nes Tziona och polska Polonia Bytom. 
I januari 2013 värvades Sinclair av Ljungskile SK på ett ettårskontrakt. I september 2013 förlängde han sitt kontrakt över säsongen 2014. I januari 2015 värvades Sinclair av seriekonkurrenten Östersunds FK. Han debuterade i premiäromgången av Superettan 2015 i en 1–0-vinst över IF Brommapojkarna.
Den 29 november 2015 värvades Sinclair till GAIS på ett tvåårskontrakt. Efter säsongen 2017 lämnade han klubben.
Den 30 juni 2018 värvades Sinclair av League Two-klubben Morecambe. Den 28 juli 2019 värvades Sinclair av Oskarshamns AIK, där han skrev på ett 2,5-årskontrakt. I april 2020 lämnade Sinclair klubben.